# Stelis tunguraguae
Stelis tunguraguae là một loài thực vật có hoa trong họ Lan. Loài này được (F.Lehm. & Kraenzl.) Pridgeon & M.W.Chase mô tả khoa học đầu tiên năm 2001.